# Ásványi Lajos
Jókai Ásványi Lajos (Győr, 1844. június 2. – Budapest, 1905. április 24.) földművesiskolai tanár, mezőgazdasági újító, feltaláló. Vajda Pál, majd a Magyar életrajzi lexikon tévedése folytán évtizedekig egy 1870-es születésű bizonyos Ásványi Jenőnek tulajdonították találmányát.

## Élete
A Győr vármegyei Ásványi család sarja volt. Apja Ásványi János (1811–1869), anyja Vályi Anna. Testvérei Anna és Irma voltak. Felesége Vavra Mária (1860–1935). Négy gyermeke közül a két fiú: ifj. Lajos és János 1889-ben elhunytak. Lányai: Margit (1886–1974) Raksányi Gyula gazdasági tanárhoz ment hozzá, Dóra (1888–1919) pedig Tritsch Emilhez (1873-1923), utóbbiak Szegedre költöztek. A két lánygyermek eljegyzésére ugyanazon a napon került sor 1903. december 24-én.
A győri bencés gimnáziumban tanult 1863-ig (ma: Czuczor Gergely Bencés Gimnázium), de érettségi vizsgájáról nem maradt fenn adat. 1867-ben - már mint gazdaságintézeti növendék - volt iskolájának ajándékozott egy kisebb mellszobrot és egy régi imakönyvet. 1878-ban még a Pozsony vármegyei, 1882-ben már az Erdélyi Gazdasági Egyesület tagja, illetve az előbbinek titkára is volt. 1882-ben már a kolozsmonostori gazdasági tanintézet segédtanára, egy évvel később rendes tanára és gazdasági intézője lett. Kolozsmonostoron széles körű adatgyűjtési és publicisztikai tevékenységet folytatott, így neve a szakmában már akkor ismertté vált. Állattenyésztési és növénytermesztési megfigyeléseit rendre közreadta elsősorban az OMGE folyóiratában, a Köztelekben. 1897-ben nevezték ki a Szabadka közelében lévő Palicsra, az ott egy évvel később megnyílt földmívesiskola igazgatójának. Visszaemlékezések szerint a homokhegyek, gödrök eltüntetése, a gazdaság megszervezése Ásványi érdeme volt. A 34 épületből álló iskola 16 holdon terült el, amihez még további 180 hold szántóföld, 16 hold rét és legelő, 10 hold kert és gyümölcsös, 19 hold szőlő és három holdnyi fenyves tartozott. Haláláig ennek az iskolának a vezetője maradt, publicisztikai tevékenysége sem lanyhult, szakmai munkásságára a két világháború közti időszakban is emlékeztek.

### Találmánya
Találmányát, a szabadalmaztatott kukoricaszártépő gépet 1905-re tökéletesítette, és ekkor készült el a prototípus is. Március 3-án nyújtotta be szabadalmi kérelmét, de április 24-én váratlanul elhunyt, így sem a szabadalom megítélését, sem a gép gyártását és elterjedését nem érte meg. A hat lóerős gőzgéppel hajtott cséplőgéphez csatlakoztatható berendezést a szabadalom alapján az Agrária magyar gépforgalmi részvénytársaság kezdte gyártani, majd később a Nicholson Gépgyár Rt. továbbfejlesztette. A gép bemutatására Budapesten a Tattersallon került sor. Jelentősége abban állt, hogy a kukoricaszárat kellő méretűre tépve és tömörítve kiváló minőségű zsombolyázott takarmány előállítására volt képes. Volt olyan számítás, mely szerint az így előállított takarmánynak harmadával több tápértéke van, mint ugyanekkora mennyiségű réti szénának. Egyetlen hátránya az volt, hogy a berendezést csak egyféle méretben gyártották, így gazdaságosan csak akkor lehetett működtetni, ha legalább 30-40 holdon termett kukoricát kellett tépni, ennyi volt ugyanis az a mennyiség, amit egy nap alatt fel tudott dolgozni. Az ennél kisebb területen termesztő gazdaságoknak nem érte meg a használata. 1923-ben még szóba került, hogy ilyen, zsombolyázott takrmánnyal kellene az Alföldet ellátni, ezzel oldva meg a takarmányszükség nagy kérdését. A nagyobb gazdaságokban a gép népszerű volt, még 1944-ben is volt belőle működő darab.

## Emlékezete
Vajda Pál művelődéstörténész 1958-ban megjelent Nagy magyar feltalálók című könyvében tévedésből Ásványi Jenőnek írta el a nevét, és életrajzi sarokdátumait is tévesen adta meg: születését 1870-re tette (valóban létezett egy 1878-as születésű Ásványi Jenő, aki postai és távirdai tiszt volt, de nem volt köze sem a mezőgazdasági képzéshez, sem Palicshoz). A Magyar Életrajzi Lexikon későbbi kiadásai ezekre a téves adatokra támaszkodva adták tudtul Ásványi Lajos adatait, és - vélhetően az internetre felkerült lexikon jóvoltából - így is terjedt el a harmadik évezredre. Ugyanakkor szakmai és helytörténeti kiadványokban helyesen, Ásványi Lajosként szerepelt, nem felejtődött el. Egy 2017-ben megjelent publikáció rá is mutat a tévedésre, és kiigazítja azt.